# FC Slovan Liberec
FC Slovan Liberec is een voetbalclub uit de stad Liberec in Tsjechië. De club speelt in de hoogste Tsjechische voetbalcompetitie, de Fortuna liga. Slovan speelt haar thuiswedstrijden in het Stadion u Nisy.

## Geschiedenis
TJ Slovan Liberec werd op 12 juli 1958 opgericht na een fusie tussen Jiskra Liberec en Slavoj Liberec. Slovan speelde vele jaren in de lagere reeksen. In 1977 speelde de club in de tweede divisie. Sinds 1993, bij de oprichting van een Tsjechische competitie, komt Slovan uit in de 1. česká fotbalová liga. In de jaren negentig eindigde de club steeds in de middenmoot.
In 2002 werd Slovan, als eerste club buiten Praag, kampioen van Tsjechië. De coach die de club tot dit succes leidde was Ladislav Škorpil. Het seizoen erop mocht de club als landskampioen deelnemen aan de Champions League. Daarin kon men net de groepsfase niet halen, nadat men uitgeschakeld werd door AC Milan (0-1, 2-1). In het seizoen 2002/2003 eindigde de club op de vierde plaats. Het seizoen daarop werd de competitie overschaduwd door een corruptieschandaal. Hierdoor werden zes punten van Slovan afgetrokken. Toch eindigde Slovan op de vijfde plaats met 46 punten. In 2005/2006 behaalde de club zijn tweede landstitel.
In juni 2007 werd de populaire Vítězslav Lavička aangesteld als coach, na problemen in het management en de teleurstellende uitslagen in de Champions League, waar Slovan tijdens de kwalificaties verloor van Spartak Moskou. Liberec mocht verderspelen in de UEFA Cup. Daarin versloegen ze de Servische kampioen Rode Ster Belgrado en presteerde goed in de groepsfase. Het seizoen erop, onder coach Michal Zach, was een van de slechtste seizoenen van de laatste jaren, hoewel Zach tijdens het seizoen vervangen werd door voormalig coach Ladislav Škorpil. Slovan eindigde op een teleurstellende zesde plaats. Datzelfde seizoen speelde Slovan de finale van de Tsjechische beker, maar verloor na penalty's tegen Sparta Praag. Het seizoen 2007/2008 begon met een teleurstelling in de UEFA Cup, wanneer Slovan in de tweede kwalificatieronde verloor van het Slowaakse MŠK Žilina. Ondanks enkele overwinningen tegen de topteams van Tsjechië stond Slovan slechts op een vijfde plaats na de eerste seizoenshelft van de competitie. In de tweede ronde speelde het aanvallender voetbal en uiteindelijk eindigde men op de derde plaats. Andrej Kerić, de Kroatische spits van de club, werd datzelfde seizoen topschutter van de Gambrinus liga met vijftien doelpunten.

## Naamwijzigingen
- 1958 – TJ Slovan Liberec (Tělovýchovná jednota Slovan Liberec)
- 1980 – TJ Slovan Elitex Liberec (Tělovýchovná jednota Slovan Elitex Liberec)
- 1993 – FC Slovan Liberec (Football Club Slovan Liberec)
- 1993 – FC Slovan WSK Liberec (Football Club Slovan Wimpey-Severokámen Liberec, a.s.)
- 1994 – FC Slovan WSK Vratislav Liberec (Football Club Slovan Wimpey-Severokámen Vratislav Liberec, a.s.)
- 1995 – FC Slovan Liberec (Football Club Slovan Liberec, a.s.)

## Erelijst
| Nationaal                   |    |                           |
| Landskampioen Tsjechië      | 3× | 2001/02, 2005/06, 2011/12 |
| Winnaar Beker van Tsjechië  | 2× | 1999/00, 2014/15          |
| Finalist Beker van Tsjechië | 3× | 1998/99, 2007/08, 2019/20 |

## Eindklasseringen vanaf 1994 (grafiek)
| 9 |

| 4 |

| 7 |

| 5 |

| 5 |

| 9 |

| 8 |

| 6 |

| 1 |

| 4 |

| 6 |

| 5 |

| 1 |

| 4 |

| 6 |

| 3 |

| 9 |

| 7 |

| 1 |

| 3 |

| 4 |

| 12 |

| 3 |

| 9 |

| 6 |

| 6 |

| 5 |

| 6 |

| 8 |

| 7 |

| 7 |

| 7 |

| Fortuna liga | Fotbalová národní liga | ČFL / MSFL |

## FC Slovan Liberec in Europa
FC Slovan Liberec speelt sinds 2000 in diverse Europese competities. Hieronder staan de competities en in welke seizoenen de club deelnam:
- Champions League (3x)

2002/03, 2006/07, 2012/13
- Europa League (7x)

2009/10, 2012/13, 2013/14, 2014/15, 2015/16, 2016/17, 2020/21
- UEFA Cup (5x)

2000/01, 2001/02, 2002/03, 2006/07, 2008/09
- Intertoto Cup (4x)

2003, 2004, 2005, 2007

## Bekende (oud-)spelers
- Mick van Buren
- Marek Čech
- Theodor Gebre Selassie
- Martin Jiránek
- Karol Kisel
- Vladimír Kožuch
- Winston Parks
- Jan Polák
- Samuel Slovák
- Jozef Valachovič
- Tomáš Zápotočný

## Vrouwen
De vrouwenafdeling van de club, FC Slovan Liberec ženy, speelt in de I. liga žen.